# Ferrovia Agnone-Pescolanciano
La ferrovia Agnone–Pescolanciano era una linea ferroviaria a scartamento ridotto che collegava Agnone con Pescolanciano passando per Pietrabbondante in Molise. Fu distrutta nel 1943 dai guastatori nazisti e mai più ricostruita.

## Storia
La costruzione della linea ferrata venne chiesta dalle popolazioni locali agnonesi con lo scopo di rompere l'isolamento delle aree dell'Alto Molise sin dall'inizio del secolo XX. Il progetto, redatto dall'ingegnere agnonese Federigo Sabelli, e fortemente voluto e sostenuto specialmente dai cittadini di Agnone, tra cui il Dr. Giuseppe Maria d'Onofrio e Venanzio Gamberale, venne concesso nel 1911 alla Società anonima per azioni Agnone-Pietrabbondante-Pescolanciano in Agnone, ed autorizzato l'esercizio con trazione elettrica; fu aperta al traffico il 6 giugno 1915 dalla Società per la Ferrovia Agnone-Pescolanciano (SFAP) a cui il concessionario originario aveva trasferito la concessione. La linea aveva caratteristiche spiccate di ferrovia di montagna superando in qualche punto anche i 1.100 m s.l.m. La gestione venne assunta in seguito dalla concessionaria SAM (Società Automobilistica Molisana).
La ferrovia svolse servizio viaggiatori e merci in piccole partite fino alla seconda guerra mondiale. Realizzava anche la coincidenza con i treni della linea Sulmona–Isernia nella stazione di Pescolanciano. Venne distrutta nel settembre del 1943 dai guastatori tedeschi in ritirata che ne minarono tutte le opere d'arte distruggendone in maniera capillare le infrastrutture. A causa dei gravi danni subiti non ne venne prevista più la ricostruzione.

## Caratteristiche
La linea era lunga 37,6 km, a binario unico, scartamento ridotto (950 mm) e trazione elettrica a corrente continua e tensione di 1200 volt. La pendenza massima era del 42 per mille, il raggio minimo di 40 metri. Tutta la linea era ad un'altitudine superiore ai 600 m sul livello del mare, toccando l'apice al valico di Rocca Tamburri (1111 m).

### Percorso
| Unknown route-map component "exKDSTa" |

| Unknown route-map component "exBHF" |

| Unknown route-map component "exWBRÜCKE1" |

| Unknown route-map component "exWBRÜCKE1" |

| Unknown route-map component "exBHF" |

| Unknown route-map component "exhKRZWae" |

| Unknown route-map component "exHST" |

| Unknown route-map component "exWBRÜCKE1" |

| Unknown route-map component "exHST" |

| Unknown route-map component "exHST" |

| Unknown route-map component "exBHF" |

| Unknown route-map component "exHST" |

| Unknown route-map component "exBHF" |

| Unknown route-map component "exBHF" |

| Unknown route-map component "exHST" |

| Unknown route-map component "exhKRZWae" |

| Unknown route-map component "CONTgq" | Unknown route-map component "xKRZ" | Unknown route-map component "STR+r" |

|  | Unknown route-map component "exKBHFe" | Unknown route-map component "exlBHF" + Small non-passenger station on track |

|  |  | Continuation forward |

## Materiale rotabile
Sulla ferrovia prestarono servizio due locomotori, tre elettromotrici, tre rimorchiate e diciotto carri merci, tutti a due assi.